# 鵜沼南町
鵜沼南町（うぬまみなみまち）は、岐阜県各務原市の地名。現行行政町名は鵜沼南町一丁目から鵜沼南町七丁目。

## 地理
各務原市の東部の鵜沼地区に位置する。木曽川沿いにあり、町域の東部は鵜沼山崎町、西部は鵜沼西町、鵜沼古市場町、南部は愛知県犬山市、北部は鵜沼山崎町、鵜沼東町に接する。
町域には名古屋鉄道各務原線・犬山線が通過する。
地名は木曽川沿いの鵜沼の南部に位置することに因む。かつては鵜沼町南町区であった。
道路
- 県道95号芋島鵜沼線（木曽川街道）
- 県道207号各務原美濃加茂線
- 県道27号春日井各務原線（新鵜沼駅前通り）
- にんじん通り
- 鵜沼南町通り

## 歴史
この地域は鵜沼町を構成する古くからある集落の一つであり、南町区とも称していた。
1972年（昭和47年）12月25日、鵜沼の一部をもって鵜沼南町を設置する

## 世帯数と人口
2024年（令和6年）10月1日現在の世帯数と人口は以下の通りである。
| 丁目           | 世帯数    | 人口    |
| -------------- | --------- | ------- |
| 鵜沼南町一丁目 | 143世帯   | 307人   |
| 鵜沼南町二丁目 | 230世帯   | 464人   |
| 鵜沼南町三丁目 | 159世帯   | 328人   |
| 鵜沼南町四丁目 | 190世帯   | 492人   |
| 鵜沼南町五丁目 | 59世帯    | 105人   |
| 鵜沼南町六丁目 | 182世帯   | 380人   |
| 鵜沼南町七丁目 | 100世帯   | 186人   |
| 計             | 1,063世帯 | 2,262人 |

## 小・中学校の学区
市立小・中学校に通う場合、学区は以下の通りとなる。
| 番・番地等 | 小学校                   | 中学校               |
| ---------- | ------------------------ | -------------------- |
| 全域       | 各務原市立鵜沼第一小学校 | 各務原市立鵜沼中学校 |

## 交通
- 名古屋鉄道各務原線・犬山線新鵜沼駅
- 岐阜バス緑苑八木山線
- 各務原市ふれあいバス鵜沼線、東西線朝夕便

## 主な施設
- 名古屋鉄道各務原線・犬山線新鵜沼駅
- 南町公民館
- 大垣共立銀行鵜沼支店
- 城山（鵜沼城跡）